# Acalymma subaeneum
Acalymma subaeneum es un coleóptero de la familia Chrysomelidae. Fue descrita en 1887 por Jacoby.